# 安徳海
安徳海（あんとくかい、1837年 - 1869年9月12日）は、清朝末期の皇帝咸豊帝とその側妃西太后に寵愛された宦官。別名安得海。

## 生涯
幼いときに自宮して、紫禁城に宦官として入宮し、咸豊帝の御前太監となり、「小安子」と呼ばれ、論語や孟子などの書物に造詣が深かった。西太后から賄賂を受け取って咸豊帝に関する情報を提供し、咸豊帝を喜ばせる手助けをしていたので、西太后から信頼を得るようになった。やがて、おしゃべりの相手として西太后に気に入られ、それを良いことに傍若無人な振る舞いをし、宮中の人々に憎まれるようになる。咸豊11年（1861年）に咸豊帝が熱河の行宮で病死したことにより起こった辛酉政変の際、咸豊帝の訃報を密かに西太后に報告した影響で、総監太監（宦官の長）に昇進した。
しかし同治8年（1869年）に、安徳海は西太后の命令で、やがて来たる同治帝の婚儀の衣装を買いそろえるために、山東地方へ下った。清朝には、「宦官は勝手に皇城を出てはならぬ」という法度があったが、思い上がった安徳海は正式な手続きを経ていなかった。日頃の傍若無人な振る舞いから彼を憎む人々は、この機会を見逃さなかった。時の山東巡撫丁宝楨の奏聞を納れた東太后は、ただちに丁宝楨に命じ、その地で安徳海を処刑させた。遺体は3日間さらされ、同行していた20人以上も全員処刑された。